# KODA KUMI FEVER LIVE IN HALL II
KODA KUMI FEVER LIVE IN HALL Ⅱは、2009年7月にSANKYOが発売した、倖田來未とのタイアップ機CRフィーバー倖田來未の後継機として登場したパチンコ機のシリーズ名。

CR KODA KUMI FEVER LIVE IN HALL Ⅱ SF-TとCR KODA KUMI FEVER LIVE IN HALL Ⅱ MF-TXとCR KODA KUMI FEVER LIVE IN HALL Ⅱ SF-TR、ライトミドルスペックのCR KODA KUMI FEVER LIVE IN HALL Ⅱ Happy5 ver.、甘デジスペックのCR KODA KUMI FEVER LIVE IN HALL Ⅱ Light ver.の5機種がある。

## 概要
液晶型のデジパチ。前作同様、予告やリーチ中など様々な場面で倖田來未の楽曲を堪能できる仕様となっており、本機のために撮影された撮り下し実写ムービーもリーチアクションに採用されている。

5種類ある全てのシリーズ機に、突然確変である「2R確変」と大当たり終了後の時短が搭載されている。時短回数はシリーズ機で異なる。

液晶上部の「MAXバタフライ役モノ」は、羽の枚数が前作と比べ4枚に増えたことにより1.7倍の大きさとなり迫力が倍増した。

通常時は「バタフライモード」と「マルチモニターモード」と「くぅちゃんモード」の3種類のモードのいずれかに滞在する仕様となっており、各モードごとの専用予告も存在する。

確変に当選した場合は、大当たり終了後に「スペシャルチャンスタイム」に、確変に当選していない通常図柄での大当たり終了後は、時短の「チャンスタイム」に突入する。

スペシャルチャンスタイムとチャンスタイム中は電サポが発生する。

## スペック
- CR KODA KUMI FEVER LIVE IN HALL Ⅱ SF-T
  - 賞球数 3&10&14
  - 大当たり最高継続 15R（8カウント）
  - 大当たり確率 1/348.6
  - 確変中大当たり確率　1/34.9
  - 確変継続率　66%
  - 確変期間　次回大当たりまで/リミッターなし
  - 時短システム　全ての大当たり終了後　100回転
- CR KODA KUMI FEVER LIVE IN HALL Ⅱ MF-TX
  - 賞球数 3&10&14
  - 大当たり最高継続 15R（8カウント）
  - 大当たり確率 1/306.2
  - 確変中大当たり確率　1/30.6
  - 確変継続率　63%
  - 確変期間　次回大当たりまで/リミッターなし
  - 時短システム　全ての大当たり終了後　100回転
- CR KODA KUMI FEVER LIVE IN HALL Ⅱ SF-TR
  - 賞球数 3&10&15
  - 大当たり最高継続 16R（10カウント）
  - 大当たり確率 1/348.6
  - 確変中大当たり確率　1/34.9
  - 確変継続率　63%
  - 確変期間　次回大当たりまで/リミッターなし
  - 時短システム　全ての大当たり終了後　70回転
- CR KODA KUMI FEVER LIVE IN HALL Ⅱ Happy5 ver.
  - 賞球数 5&3&10&14
  - 大当たり最高継続 15R（7カウント）
  - 大当たり確率 1/258.0
  - 確変中大当たり確率　1/25.8
  - 確変継続率　55%
  - 確変期間　次回大当たりまで/リミッターなし
  - 時短システム　全ての大当たり終了後　50回転
- CR KODA KUMI FEVER LIVE IN HALL Ⅱ Light ver.
  - 賞球数 3&10
  - 大当たり最高継続 15R（9カウント）
  - 大当たり確率 1/126.3
  - 確変中大当たり確率　1/12.6
  - 確変継続率　58%
  - 確変期間　次回大当たりまで/リミッターなし
  - 時短システム　全ての大当たり終了後　30回転

## 図柄
確変図柄
- 1
- 3
- 5
- 7
- 9

通常図柄
- 2
- 4
- 6
- 8

## 演出
予告アクション
- モード限定予告

バタフライモード
バタフライ引っ張り予告･バタフライ擬似連予告･蝶ステップアップ予告･宝箱予告がある。バタフライ擬似連予告は連続するほど期待度が上がり、宝箱予告はアイテム次第では激熱となることもある。
くぅちゃんモード
専用予告に、観葉植物予告･TVモニター予告･おもちゃ箱予告がある。
マルチモニターモード
専用予告に、ボタンPUSHで演出を選択し、選ばれた画面がその後の展開を告知するモニター回転予告と、モニターが16分割されるマルチビジョン予告がある。
- キャラステップアップ予告

最大でステップ4まで発展し、ステップ3でプレゼントorフリスビーが登場。どちらの場合でも登場したアイテムの色で信頼度を示唆する。
アイテムの色が赤のパターンはチャンスアップとなり、サクラ柄が出現すれば激熱である。
プレゼントが登場した場合の最終段階でラムちゃんが登場すればチャンスアップとなり、フリスビーが登場した場合は最終段階で花火が発生すればチャンスアップとなる。
- 実写ステップアップ予告

新たなパネルが表示されるにつれ、大当たりの期待度が上昇する最大で5段階のステップアップ予告。各段階にフレームが赤いチャンスアップが存在する。
- バタフライステップアップ予告

液晶上部のバタフライ役物が可動する予告。最大で3段階のステップがあり、ステップ3の羽の色で期待度を示唆する。
羽の色は青→赤→レインボー→サクラ柄の順に期待度が高くなっている。
- MAXバタフライ予告

突然、液晶全体をバタフライ役物が覆い尽くすMAXバタフライは、信頼度を大幅にアップさせる激熱アクションである。発生時にハートマークが浮き上がればチャンスアップパターンとなり、さらに信頼度が高くなる。
- ステラ予告

ステラ役物が回転すれば実写系リーチへの発展が確定する。発生するタイミングは、デジタル変動時とリーチアクション中の2パターン存在する。
- メール予告

くぅちゃんから届いたメールの内容や、ウィンドウの枠の色で信頼度が変化する。枠の色は赤でチャンスアップとなり、サクラ柄の場合は大幅にチャンスアップとなる。
- オーロラビジョン予告

背景のオーロラビジョンに映し出された文字や映像が発展先を示唆する。
- カード予告

カードが出現した後、ボタンプッシュでメッセージが表示される。カードの中身が手書きや実写ならチャンスとなる。通常は青色のカードが赤で出現すればチャンスアップとなり、サクラ柄で出現すれば激熱となる。
- 宝の地図予告

宝の地図は発展先を示唆する場合と、期待度を示唆する場合がある。地図を眺めている時の倖田來未の表情によっても期待度は変化する。
- 扇子予告

花魁に扮した倖田來未の持つ扇子に曲名が書かれていれば、対応したリーチに発展する。
- 絵描き予告

左上に描いたキャラがラムちゃんかくぅちゃんかによって展開が異なる。「どきどきスロット」と「わくわくおもちゃばこ」の2系統のアクションが存在する。
左上に描いたキャラがくぅちゃんの場合はどきどきスロットに発展し、リールの図柄が揃ったら書かれた曲名に対応したスペシャルリーチに発展する。
左上に描いたキャラがラムちゃんの場合はわくわくおもちゃばこに発展し、ラムちゃんが見つけたアイテムに対応したリーチに発展する。
- スベリ予告

図柄のスベリ方は8種類と多彩なパターンが存在する。「実写スベリ」「左右スベリ」「左右拡大」「ノイズ」「右スベリ」「モーフィング」「右拡大」「左スベリ」の中でも、派手な演出のスベリほど期待度は高くなっている。
リーチ発生になるパターンと、擬似連予告継続時に発生するパターンがある。
- 擬似連予告

「COME ON！いくで～！」の声と共にスベリを伴って発生する予告。3連でチャンスとなり、4連すれば激熱である。大当たりの大半はこの擬似連予告が絡む。
倖田來未が継続するごとに目の前で衣装をチェンジしていくチャンスアップパターンがある。
バタフライモード中は専用の擬似連演出があり、チャンスアップパターンも存在する。
- バタフライ予告

信頼度を底上げするテンパイ後の予告。妖精姿の倖田來未が登場する。発生した時点で信頼度が大幅にアップする激熱アクションである。
- キャラ群予告

信頼度を底上げするテンパイ後の予告。くぅちゃんとラムちゃんが泡に包まれて登場する。発生した時点で信頼度が大幅にアップする激熱アクションである。
- 蝶群予告

信頼度を底上げするテンパイ後の予告。リーチ直後にカラフルな蝶が出現する予告。発生した時点で信頼度が大幅にアップする激熱アクションである。
- スペシャルリーチ発展時予告

スペシャルリーチ発展時に、実写の倖田來未がカットインすれば期待度がアップする。
- イントロ予告

リーチにちなむ楽曲のイントロが流れ出し、メロディに合わせて図柄が進行する予告。前作同様にテンパイすれば対応スーパーリーチ発展が濃厚となる。
本作では、ガセと思わせての2段階パターンや擬似連パターンも存在する。
- アカペライントロ予告

イントロ予告がアカペラバージョンで発生することがある。通常のイントロ予告よりも信頼度がさらに高くなる激熱アクションである。
- 前兆予告

前兆予告には、保留アイコンが赤やレインボーに変化する先読み予告の「メモリー予告」と、当該保留の変動開始時に「0」になるようにカウントダウンをする保留の先読み予告の「カウントダウン予告」の2種類がある。
カウントダウン予告発生時に「0」ではなく「GOOD!!」が出現すれば激熱である。
- 背景変化予告

背景には時系列が存在し、通常は昼背景だが変化するとチャンスとなる。期待度は昼→夕→夜の順に高くなっている。シャッター閉鎖後に撮り下し系の背景に変化すれば期待度が大幅にアップし激熱となる。

リーチアクション
アニメ系やCG系、実写系と様々なリーチアクションが搭載されている。基本的にはノーマルリーチから分岐して様々なパターンに発展していく。
ノーマルリーチ後かCG系リーチハズレ後にステラ役物が作動すると信頼度の高い実写系のPVリーチへと発展する。

アニメ系リーチ
- girls

バックダンサーを引き連れて、くぅちゃんがダンスを踊りまくる。背景が通常の青ではなく、赤だとチャンスアップパターンとなる。
左下にいるラムちゃんがアップになればロングバージョンへと発展し、期待度もややアップする。
- I’ll be there

くぅちゃんがラムちゃんとサーフィンを楽しむ演出。浮き輪の色や飛行線の有無で信頼度は変化する。
ラムちゃんがジャンプするとロングバージョンへと発展し、期待度もややアップする。
- 愛のうた（アニメ）

各アニメ系リーチのハズレから発展することがある。離れ離れになってしまったラムちゃんと再会できれば大当たりとなる。
発展した時点で大当たり信頼度の高い、激熱アクションの一つである。
CG系リーチ
- FREAKY

監禁されたCGの倖田來未が脱走できれば大当たりとなる。導入時の扉の色、ペンダントの色、ボタンPUSHで出現する蝶の色など、チャンスアップパターンが豊富に存在する。導入時の扉の色には激熱のサクラ柄が出現することもある。2段階目まで発展した方が大当たり信頼度は高くなる。
- Cherry Girl

悪党の巣食うクラブにCGの倖田來未が来店し、鞭を片手に大立ち回りを演じる。蝶や宝石、カットインが赤で出現すればチャンスアップとなる。クラブの入口の壁が赤いとチャンスアップで、サクラ柄だと激熱となる。帽子キャッチで2段階目へと発展する。
- With your smile

バイクに乗ったCGの倖田來未が戦闘ヘリとのチェイスを繰り広げる。演出の前半で倖田來未が取り出す石にもチャンスアップとなる赤と、激熱のサクラ柄パターンが存在する。図柄停止後に再度走り出せば2段階目へと発展する。ハズレても二丁拳銃を取り出せば逆転の復活大当たりとなる。
- 愛証

花魁に扮したCGの倖田來未が舞う雅なリーチ。演出導入時に映し出される葉の色が赤ならチャンスアップで、サクラ柄の場合は激熱となる。忍者登場で2段階目に発展すると忍術バトルに突入する。
- Butterfly

湖の上を無数の蝶が舞う、幻想的なアクションが展開される。月の色が赤ならチャンスアップで、サクラ柄の場合は激熱となる。月が発光すると2段階目へと発展する。
PV連続リーチ
ハズレ目から突如スタートし、With your smile→Cherry Girl→愛証の順でPVが連続して展開していくリーチ。大当たり信頼度の高いリーチアクションの一つである。
ムービーリーチ
- 恋のつぼみ

倖田來未が様々なコスチュームで登場する。PV系のムービーリーチに発展した時点での信頼度は高めであるが、ムービーリーチの中では最も期待薄のリーチアクションとなる。歌詞の文字が赤ければ期待度はアップする。
- BUT

デパートガールに扮する倖田來未が、マネキンに愛を告げるという内容の衝撃映像を、そのまま演出として採用している。楽曲に合わせてリーチが展開され、倖田來未が図柄を吹いて進行させる。
- キューティーハニー

同名のアニメの主題歌をカバーし、ブレイクのきっかけとなった大ヒット曲。チャンスアップパターンもあり、大当たり信頼度はBUTと同程度である。
- anytime

本機のために撮り下ろされたオリジナル映像と共に展開するリーチで、リーチ中のストーリー展開によって信頼度が変化する。
内容は、映画館のラブストーリーが展開される。
チケット売り場、プレゼント、ポップコーンの3パターンのストーリー展開があり、劇場前で恋人を待つ倖田來未の前に太ったカップルが出現するパターンがポップコーン展開で最も信頼度が高い。
- 愛のうた

プレミアムを除けば本機で最も信頼度の高いリーチとなっている。anytime同様に本機のために撮り下ろされたオリジナル映像が使用されており、リーチ中のストーリー展開によって信頼度が変化する仕様も同様である。
逃走、決闘、ビンタの3パターンのストーリ展開があり、襲い掛かってくる悪漢に対し、果敢にも自ら立ち向かいビンタを喰らわすというパターンが最も信頼度が高い。
プレミアムリーチ
本機CMソングの「Lick me♥」パターンと、19枚目のシングル曲で、前作では最強のリーチアクションだったyouが流れるパターンの2種類存在する。いずれかのリーチに発展した場合は、その時点で大当たりが確定となる。

LIVEモード
2ラウンド確変当選時の専用モード。生のライブ映像が流れ、突入後はBUT→Cherry Girlの順で楽曲が変化していく。

LIVEモード中に再度2ラウンド確変に当選すると楽曲がgirlsに変化する。

LIVEモードには3種類のオリジナルムービーが流れる。搭載されているムービーは本機のための開催されたライブ映像となっている。

LIVEモード中は「激アツ！！」などの文字が表示されるレーザービームや、色によって期待度が変わる飛行船などオリジナルの予告が楽しめるようになっている。

再抽選アクション
通常図柄で大当たりした場合、図柄揃い後に3パターンある昇格アクションのいずれかが発生する。

ボタンを一度押す「ボタンPUSH」、ボタンを連打する「ボタン連打」、ジョグを回転させる「ジョグを回せ！」の3パターンが存在し、昇格期待度はボタンPUSH→ボタン連打→ジョグを回せ！の順に高くなっている。

大当たりラウンド中にボタンを押してバタフライ役物がMAXまで開けば確変昇格となる。

ラウンド中に昇格せずとも、大当たり終了後に逆転パターンの「ファイナルアクション」が発生し、確変に昇格することもある。

大当たりラウンド
大当たりラウンド中は、搭載されている楽曲のPVが流れ、好きな楽曲を選択することができる。大当たりが継続するごとに選択可能な楽曲が増えていく仕様となっている。

楽曲は全部で14曲搭載されている。

- 収録楽曲

1. キューティーハニー
2. 恋のつぼみ
3. 愛のうた
4. 愛証
5. Lick me♥
6. anytime
7. I'II be there
8. BUT
9. FREAKY
10. Butterfly
11. With your smile
12. you
13. Cherry Girl
14. girls